# S2G (原子炉)
S2G（S2G Submarine Intermediate Reactor Mark B: SIR Mk B）は、アメリカ海軍の原子力艦艇向け発電・推進用原子炉であり、現在までにアメリカ海軍が艦艇に搭載した唯一の液体金属冷却炉である。
型式名のS2Gは以下のような意味である。
- S = 潜水艦用
- 2 = 設計担当メーカにおける炉心設計の世代
- G = 設計担当メーカ（ゼネラル・エレクトリック）

S2Gは原潜シーウルフの建造時に搭載された原子炉であり、冷却材としてナトリウムを用いる液体金属冷却炉であった。シーウルフの建造プログラムでは、ノーチラスのときと同様に3基の原子炉が製作された。どちらも1基は陸上での研究・訓練用、もう1基は艦への搭載用、残りの1基は予備であった。S2Gの陸上設置原型炉がS1Gである。S1Gとおなじく液体金属ナトリウムを冷却材とし、ベリリウムを減速材とする構成で、中速中性子（intermediate neutrons）により核分裂連鎖反応を維持することから、S1G（SIR Mk A）に次いで、Submarine Intermediate Reactor Mark B（SIR Mk B）と呼ばれた。
水よりも沸点の高い（1気圧下で沸点883度、融点97.8度）:79液体金属ナトリウムを冷却材とすることで、加圧水型原子炉における軽水よりも高い温度が得られるため、蒸気を過熱器で再加熱して過熱蒸気を得ることで熱効率を改善することが期待されていた:79。しかし、ナトリウムには、水と激しく反応して爆発炎上することだけでなく、酸素が溶存していると、周囲の金属を腐食させやすいという問題がある:79。
S2Gにおいても、シーウルフが試験航海に出る前の段階で、過熱器内の配管の腐食により、放射化したナトリウムが漏洩する:72/280事故が発生したため、過熱器への配管を閉鎖した状態での運用を余儀なくされ、平凡な性能しか発揮できなかった。このため、1957年の海上公試後にリッコーヴァーの命令により、1958年12月12日から1960年9月30日までの工事でシーウルフのS2G動力部はノーチラスの建造プログラムで製作された加圧水型原子炉の予備機（S2Wa）に交換された:72/280。以後、アメリカ海軍の標準的な原子炉型としては加圧水型炉が選択されることになった:79。これにともない加熱蒸気の利用を前提としていた蒸気タービンも、S2Wにあわせて飽和蒸気による蒸気タービンに改修された:43-44/280。シーウルフから撤去された原子炉区画は、鋼鉄製の封じ込め容器に封入されて、艀に乗せられて、メリーランドの沖合約120マイル（約193キロメートル）の海中に投棄された。以来、海軍はこの投棄された鋼製容器の行方を突き止められていない:44/280。
アメリカ原子力委員会の研究者らは、アメリカ海軍がナトリウム冷却炉で得た経験について以下のように述べている。
Although makeshift repairs permitted the Seawolf to complete her initial sea trials on reduced power in February 1957, Rickover had already decided to abandon the sodium-cooled reactor. Early in November 1956, he informed the Commission that he would take steps toward replacing the reactor in the Seawolf with a water-cooled plant similar to that in the Nautilus. The leaks in the Seawolf steam plant were an important factor in the decision but even more persuasive were the inherent limitations in sodium-cooled systems. In Rickover's words they were "expensive to build, complex to operate, susceptible to prolong shutdown as a result of even minor malfunctions, and difficult and time-consuming to repair."

（仮訳）

1957年2月に、シーウルフの海上公試を完了させるため原子炉の出力を下げる応急措置が認可されたが、リッコーヴァー提督はこのとき既にナトリウム冷却炉を放棄することを決めていた。1956年11月初めに、原子力委員会はリッコーヴァー提督からシーウルフの原子炉をノーチラスと同じ軽水冷却炉に交換する措置を取るであろう、という通知を受けていた。プラントでの蒸気漏れの問題がこの意思決定の重要な要因であったが、ナトリウム冷却炉に固有の制約の方がより切実であった。リッコーヴァー提督の言葉によれば「製造費が高く、運用が複雑で、わずかな不具合でも停止時間が長く、修理は難しく時間がかかる」という問題である。